# Convoy PQ 8

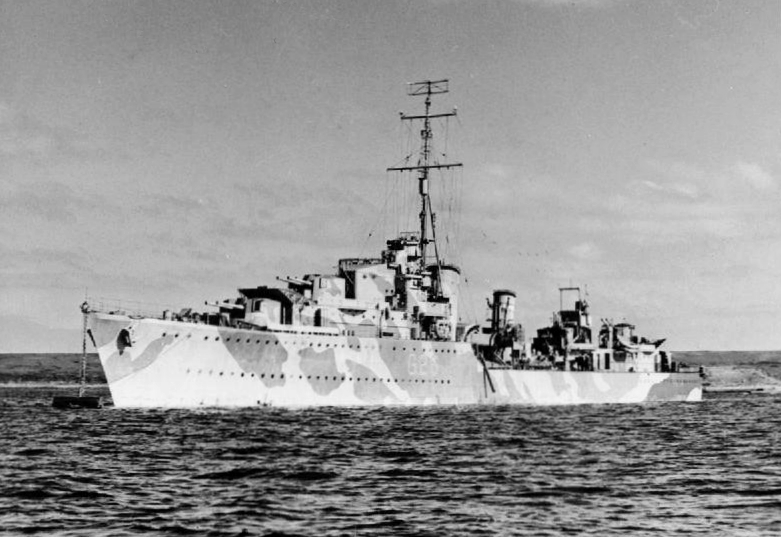
El destructor británico HMS Matabele, que fue hundido durante la misión

El Convoy PQ 8 fue un convoy ártico enviado desde Gran Bretaña por los aliados occidentales para transportar suministros y material bélico a la Unión Soviética durante la Segunda Guerra Mundial. Zarpó en enero de 1942 y llegó a Múrmansk con la pérdida de un único buque de escolta y de un carguero dañado.

## Buques
El PQ 8 constaba de ocho buques mercantes; cinco británicos, uno soviético, uno estadounidense y uno de matrícula panameña. El convoy fue escoltado por dos dragaminas, a los que se unió una escolta oceánica de dos destructores el HMS Matabele y el HMS Somali, apoyados por el crucero HMS Trinidad. Al convoy se unieron en la última etapa del viaje dos dragaminas de la Royal Navy con base en Múrmansk.

## Travesía
El PQ 8 zarpó de Hvalfjörður el 8 de enero de 1942 y se le unió el 10 de enero la escolta oceánica. La armada alemana (Kriegsmarine) había establecido una línea de patrulla de cuatro U-Boots desde Kirkenes para buscar el convoy, pero no fue detectado por aviones o submarinos alemanes en la continua oscuridad de la noche polar, hasta el último día de viaje.
El 16 de enero se unió la Escolta Local del Este. El 17 de enero, el convoy fue encontrado por el U-454 al mando del Kapitänleutnant Burkhard Hackländer, un día antes de llegar a su destino. El primer barco hundido fue el arrastrero ruso RT-68 Enisej a las 6.32 a. m. Esa misma noche, el buque mercante Harmatis fue alcanzado a las 6.46 p. m. por un solo torpedo y remolcado por el dragaminas Speedwell, con el HMS Matabele brindando escolta mientras el resto del convoy continuaba adelante. El U-454 pudo maniobrar en una posición adecuada y a las 22:21 horas disparó y alcanzó al Matabele en la zona de popa con un solo torpedo que detonó un cargador, haciendo que el destructor se hundiera en menos de dos minutos. De su tripulación de 238, solo dos sobrevivieron de los cuatro que fueron rescatados por el dragaminas Harrier. El Harmatis fue remolcado con éxito hasta la bahía de Kola. Todos los demás barcos del PQ 8 llegaron sanos y salvos. El HMS Sharpshooter llegó a la escena y lanzó varios ataques fallidos contra el submarino que finalmente escapó.
La armada alemana planeaba atacar el convoy con el acorazado Tirpitz, pero la escasez de combustible y la insuficiente escolta de destructores obligaron a posponer el ataque.

## Lista de buques
| Nombre                 | Bandera         | Tonelaje | Notas                                      |
| ---------------------- | --------------- | -------- | ------------------------------------------ |
| British Pride (1931)   | Reino Unido     | 7106     |                                            |
| British Workman (1922) | Reino Unido     | 6994     |                                            |
| Dartford (1930)        | Reino Unido     | 4093     |                                            |
| El Almirante (1917)    | Panamá          | 5248     |                                            |
| Harmatris (1932)       | Reino Unido     | 5395     | Torpedeado, remolcado por el HMS Speedwell |
| HMS Harrier            | Reino Unido     |          | Escolta 8 de enero - 17 de enero           |
| HMS Hazard             | Reino Unido     |          | Escolta 16 de enero - 17 de enero          |
| Larranga (1917)        | Estados Unidos  | 3804     |                                            |
| HMS Matabele           | Reino Unido     |          | Escolta 11 de enero - 17 de enero; hundido |
| HMS Sharpshooter       | Reino Unido     |          | Escolta 16 de enero - 17 de enero          |
| HMS Somali             | Reino Unido     |          | Escolta 11 de enero - 17 de enero          |
| Southgate (1926)       | Reino Unido     | 4862     |                                            |
| HMS Speedwell          | Reino Unido     |          | Escolta 8 de enero - 17 de enero           |
| Stary Bolshevik        | Unión Soviética | 3974     |                                            |
| HMS Trinidad           | Reino Unido     |          | Escolta 11 de enero - 17 de enero          |